# Feriköy SK
Feriköy SK ist ein türkischer Fußballverein des Istanbuler Stadtviertels Feriköy aus dem Bezirk Şişli. Der Verein spielte in den 1950er und 1960er Jahren insgesamt neun Spielzeiten in der Süper Lig und befindet sich in der Ewigen Tabelle der Süper Lig auf dem 39. Platz.

## Geschichte
Feriköy SK hatte zwei Vorgängervereine, die beide durch mangelndes Interesse ein kurzes Bestehen hatten. Diese beiden Vereine waren der 1919 gegründete Feriköy İclaliye Kulübü und das 1923 gegründete Feriköy İdman Yurdu. 1927 wurde dann mit Feriköy Duatepe İdman Yurdu ein weiterer Verein mit den heutigen Vereinsfarben Rot-Weiß gegründet. Dieser dritte Verein bekam von der Bezirksbevölkerung große Unterstützung und wurde schnell eines der Bezirkssymbole. So änderte man 1947 den Vereinsnamen in Feriköy Gençlik Kulübü (kurz: Feriköy GK) und später in die heutige Form, Feriköy Spor Kulübü (kurz: Feriköy SK).
1954 nahm der Verein das erste Mal an den Istanbuler Amateurligen teil. 1956 gewann man die Meisterschaft der İstanbul 2. Profesyonel Ligi. Im Sommer 1959 qualifizierte sich der Verein für die Teilnahme an der neu eingeführten, landesweit ausgetragenen höchsten Spielklasse, der heutigen Süper Lig. Hier zählte der Verein neun Jahre lang zu den ständigen Vertretern und war eine feste Größe im damaligen türkischen Fußball. Im Sommer 1968 stieg man in die zweithöchste Spielklasse, die heutige TFF 1. Lig, ab. Verstärkt durch die Gründung zahlreicher anatolischer Mannschaften, die regional zunehmend erstarkten, verlor der Klub an Bedeutung. Nachdem Feriköy 1973 in die 3. Liga abstieg, geriet er vollends in Vergessenheit und hat seither den Charakter eines Bezirksvereins. 1982/83 erlebte man ein kurzes Wiedererstarken und schaffte es in die TFF 2. Lig, stieg aber sofort wieder ab.
Seit Sommer 2000 spielt der Verein in der regionalen Amateurliga.

## Ligazugehörigkeit
- 1. Liga: 1959–68
- 2. Liga: 1968–73, 1982–83
- 3. Liga: 1973–75, 1984–94, 1999–00
- regionale Amateurliga: 1983–84, 1994–99, seit 2000

## Rekordspieler
| Rang                 | Name                | Einsätze | Zeitraum  |
| -------------------- | ------------------- | -------- | --------- |
| 01.                  | Necdet İnanç        | 253      | 1959–1968 |
| 02.                  | Ahmet Açıkgöz       | 242      | 1959–1968 |
| 03.                  | Rıdvan Kaner        | 196      | 1960–1968 |
| 04.                  | İsmet Yurtsü        | 191      | 1959–1968 |
| 05.                  | Turgay Aksüt        | 155      | 1963–1968 |
| 06.                  | Erdinç Küçükkorkmaz | 107      | 1959–1965 |
| 07.                  | Arif Omaç           | 106      | 1964–1968 |
| 08.                  | Hüseyin Mevlüt      | 102      | 1959–1962 |
| 09.                  | Kaplan Öğretmen     | 100      | 1959–1965 |
| 10.                  | Rıdvan Saraçoğlu    | 95       | 1959–1962 |
| Stand: 11. März 2016 |                     |          |           |

| Rang                 | Name             | Tor | Einsätze | Tor/Spiel |
| -------------------- | ---------------- | --- | -------- | --------- |
| 01.                  | İsmet Yurtsü     | 25  | 191      | 0,13      |
| 02.                  | Rıdvan Kaner     | 22  | 196      | 0,11      |
| 03.                  | Hüseyin Mevlüt   | 18  | 102      | 0,18      |
| 04.                  | Ertuğrul Ar      | 16  | 39       | 0,41      |
| 05.                  | Bilgin Nesil     | 15  | 83       | 0,18      |
| 06.                  | Mustafa Yücel    | 14  | 67       | 0,21      |
| 07.                  | Münacettin Barut | 13  | 56       | 0,23      |
| 08.                  | Fuat Saner       | 12  | 84       | 0,14      |
| 08.                  | Mahmut Evren     | 12  | 86       | 0,14      |
| 09.                  | Rıdvan Saraçoğlu | 11  | 95       | 0,12      |
| 10.                  | Ergun Darcan     | 7   | 46       | 0,15      |
| 10.                  | Arif Omaç        | 7   | 106      | 0,07      |
| 10.                  | Turgay Aksüt     | 7   | 155      | 0,05      |
| Stand: 11. März 2016 |                  |     |          |           |

## Ehemalige bekannte Spieler
| - Ahmet Açıkgöz 1, 2 - Turgay Aksüt - Zekeriya Alp - Ertuğrul Ar - Münacettin Barut - Ali Beratlıgil - Novak Bolotović - Ergun Darcan - Mahmut Evren - Mehmet Ali Has - Necdet İnanç - Rıdvan Kaner - Doğan Koloğlu | - Aleko Konstantinis - Erdinç Küçükkorkmaz - Panayot Lemonidis - Hüseyin Mevlüt - Bilgin Nesil - Kaplan Öğretmen - Arif Omaç - Eser Özaltındere - Fuat Saner - Rıdvan Saraçoğlu - Mustafa Yücel - İsmet Yurtsü 2 - Çetin Zeybek |

## Bekannte ehemalige Trainer
- Ali Beratlıgil
- Eşref Bilgiç
- Basri Dirimlili
- Mehmet Ekşi
- Ergun Ercins
- Mehmet Ali Has
- Doğan Koloğlu
- Naci Özkaya